# St. Martin (Unterfinningen)

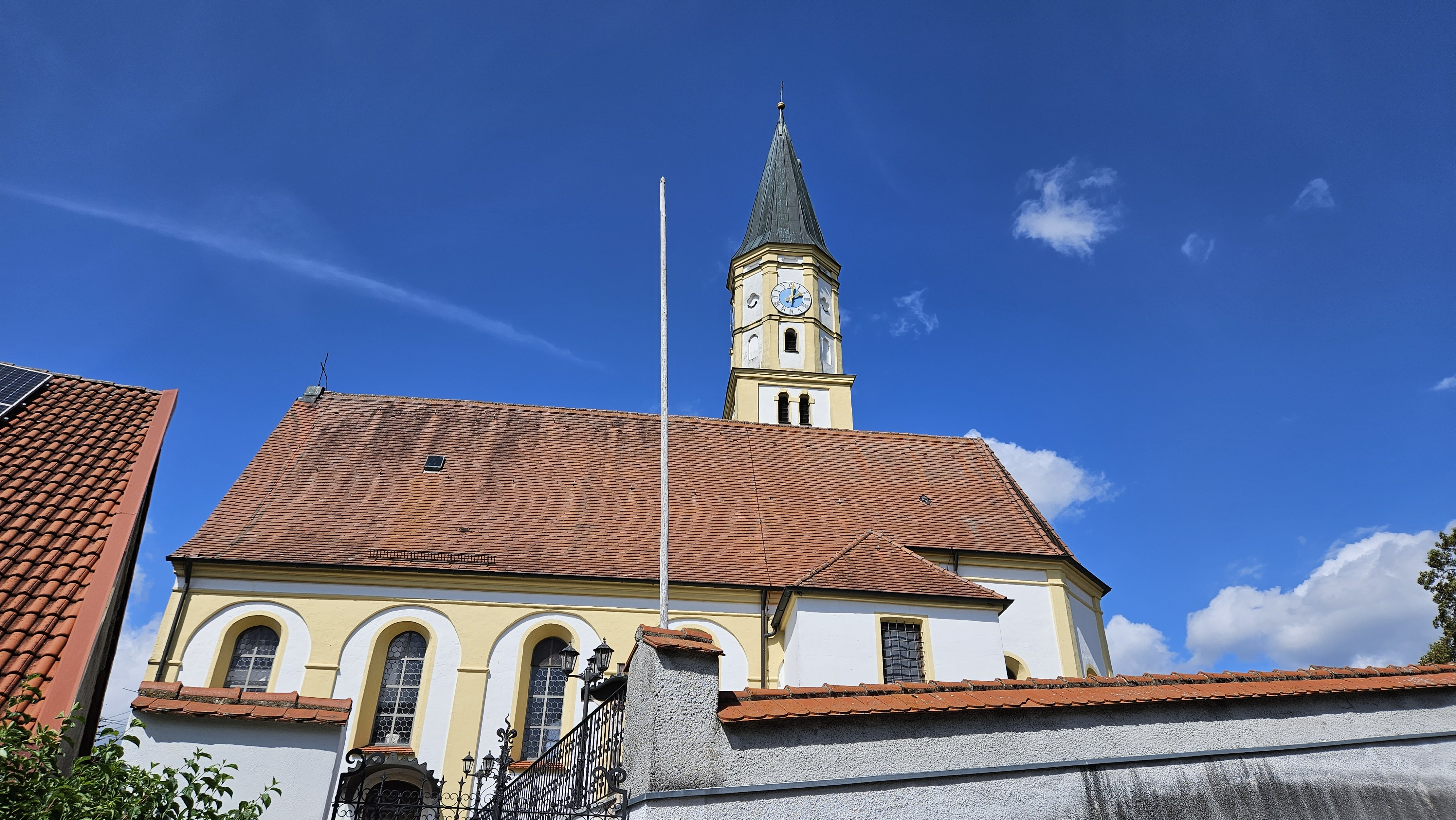
St. Martin in Unterfinningen

Die römisch-katholische Pfarrkirche St. Martin steht in Unterfinningen, einem Ortsteil von Finningen im schwäbischen Landkreis Dillingen an der Donau von Bayern. Das denkmalgeschützte  Bauwerk ist in der Liste der Baudenkmäler in Finningen unter der Nr. D-7-75-111-22 eingetragen. Kirchenpatron ist Martin von Tours.

## Beschreibung
Die um 1690 erbaute Saalkirche besteht aus einem Langhaus und eingezogenen, dreiseitig geschlossenem Chor im Osten, einem Chorflankenturm auf quadratischem Grundriss an der Nordwand und der Sakristei an der Südwand des Chors. Die Kirche ist außen mit Rundbogenfenstern und Blendbögen zwischen Pilastern gegliedert. Das oberste quadratische Geschoss des Chorflankenturms beherbergt hinter den als Biforien gestalteten Klangarkaden den Glockenstuhl, in dem eine Kirchenglocke hängt. Der Chorflankenturm wurde mit zwei achteckigen Geschossen aufgestockt, in denen sich die Turmuhr befindet, und mit einem Zeltdach bedeckt. Im Erdgeschoss des Turmes, der noch von der Vorgängerkirche stammt, sind Fresken aus dem 14. und 15. Jahrhundert erhalten.
Das Langhaus ist mit einer Flachdecke überspannt, der Chor mit einem Stichkappengewölbe. Zur Kirchenausstattung gehören der um 1690 gebaute Hochaltar und zwei Seitenaltäre und die Kanzel.  Die Orgel stammt von Georg Weishaupt.